# Edwin Swatek
Edwin Paul Swatek (* 7. Januar 1885 in Chicago; † 2. Januar 1966 in Oxnard) war ein US-amerikanischer Schwimmer und Wasserballspieler.

## Karriere
Swatek war 1904 Teilnehmer der Olympischen Spiele in St. Louis. In der Individualdisziplin über 100 Yards Rücken nahm er am Finale teil. Auch für den Wettkampf über 100 Yards Freistil war der US-Amerikaner gemeldet, trat aber nicht an. Mit der Mannschaft der Chicago Athletic Association nahm er außerdem am Wettbewerb im Wasserball teil. Hier sicherte sich das Team die Silbermedaille.
Später arbeitete Swatek als Zahnarzt.